# ساق نبات

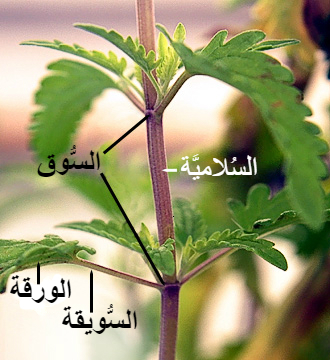
ساق نبات يظهر السلاميات والعقد بالإضافة إلى الغصن و الورقة

في علم النبات الساق (و جمعها سيقان) هي محور ودعامة النبات الوعائي فوق الأرض وهي الحاملة للأوراق.
تنتج الساق اليافعة من إنتاش النسيج الجنيني المعروف بتحت الفلقة. استطالة تحت الفلقة ترفع عالياً الفلقتين وبلومول (النسج المكونة للأوراق) والبارض القمي (النسيج المولد القمي) (بالإنجليزية: Apical meristem)‏ فوق الأرض. تتمايز الخلايا السطحية وتتحور إلى طبقة بشرية حامية. تتمايز الخلايا قليلة العمق إلى كولانشيم (بالإنجليزية: Chollenchyma)‏، مؤمنةً الدعم للساق الفتية، ثم تبدأ حزم من الخلايا المتطاولة بالظهور مشكلةً حزماً وعائية بدئية (بالإنجليزية: Provascular strands)‏. تتألف بقية الساق من خلايا متنية (بالإنجليزية: Parenchyma cells)‏، وهي قسمان: الخلايا التي تقع بين البشرة الخارجية (بالإنجليزية: Epidermis)‏ والحزم الوعائية-البدئية تشكل قشرة نباتية والقسم الثاني يقع بعد الحزم الوعائية-البدئية ويشكل اللباب (بالإنجليزية: Pith)‏. يُسمى جزء الساق بين عقدتين: سُلامِيَّة.

## تركيب الساق
تتكون الساق من عدة مناطق هي:
- القمة النامية: وهي البرعم الطرفي تتكون من خلايا مرستيمية لها القدرة علي الانقسام وتكوين المناطق الأخرى للساق فإنها تحاط بأوراق تعمل علي حمايتها.
- منطقة الاستطالة: تتكون من خلايا برانشيمية تنشأ من انقسام خلايا القمة النامية وعندما تمتص الماء والغذاء تنتفخ وتستطيل مسببة نمو الساق في الطول.
- منطقة تخصص الأنسجة: في هذه المنطقة تتمايز كل من البشرة والقشرة والأسطوانة الوعائية.
- منطقة النضوج: تظهر فيها الفروع والأوراق.

## وظائف الساق
للساق أربع وظائف هي:
- نقل الماء والغذاء بين أجزاء النبات المختلفة.
- إعطاء الدعامة للنبات.
- تقوم أحياناً بعملية التمثيل الضوئي.
- تلعب بعض أنواع الساق مثل الرئد والجذمور دوراً في التكاثر اللاجنسي لبعض أنواع النبات.
- ومن أهم الوظائف أيضاً التخزين في بعض أجزاء النبات.

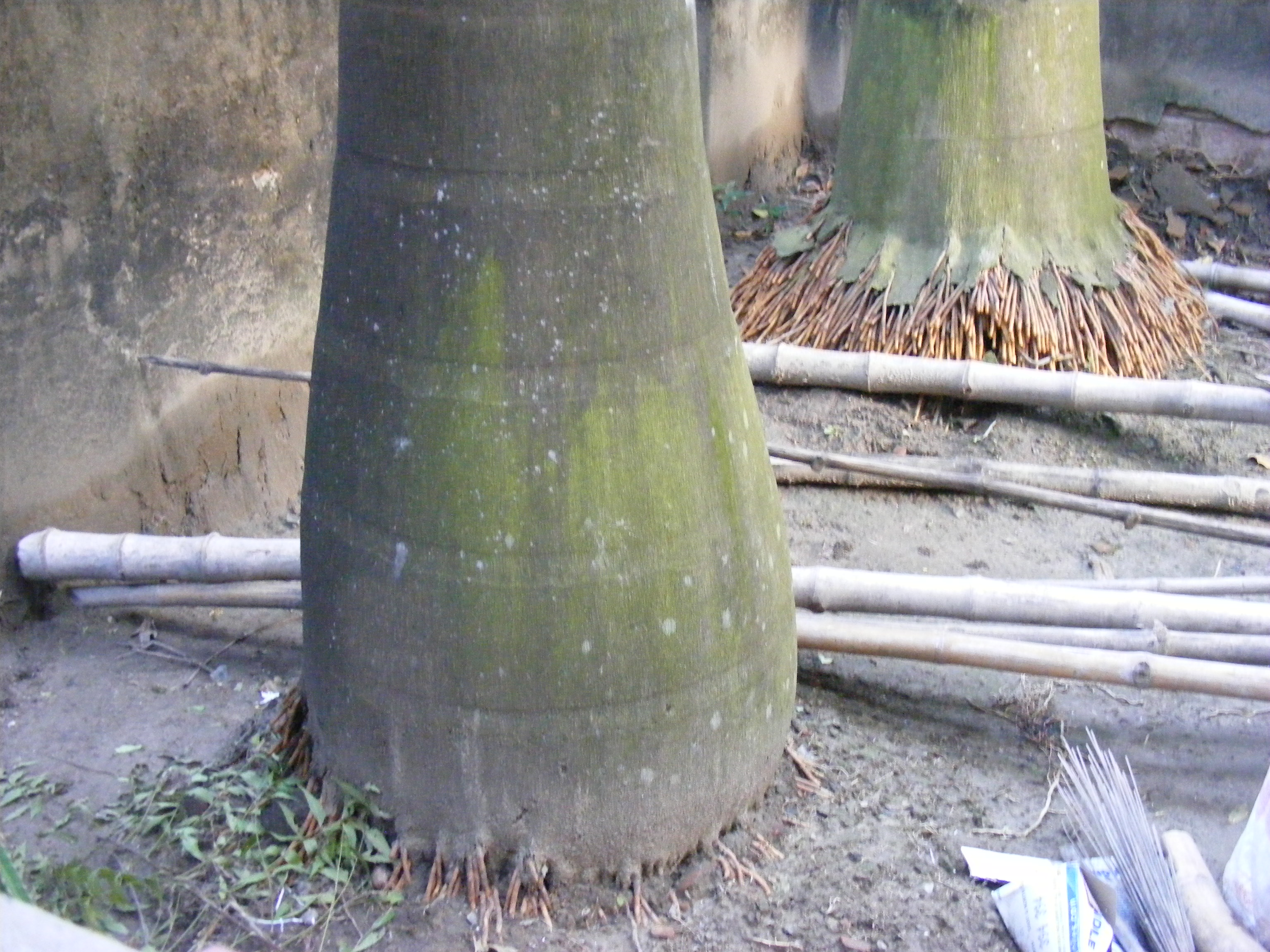
سوق اثنتين من أشجار النخيل الملكي تظهر انتفاخا مميزا في قاعدة الساق (كلكتا، الهند)

## أنواع الساق
يمكن للساق أن تتخذ أشكالاً مختلفة بعضها هوائي والآخر أرضي. تأخذ بعض السوق المسطحة شكل الأوراق، كما في التين الشوكي حيث تأخذ شكل لوح. يستدل مما تقدم على أهمية الساق في تكوين الحياة النباتية وملاءمتها للقيام بعدد من الوظائف الحيوية المهمة، تصل إلى غيابها الكامل في بعض الحالات.
تمد السوق الإنسان بعدد من المواد الغذائية كالبصل والثوم والبطاطا والهليون، والمواد الصناعية كقصب السكر والذرة السكرية وشراب القيقب. وتستخدم الأخشاب الممثلة لبعض منتجات السوق في صناعة الأثاث والورق ومواد البناء، وكذلك الفلين في أعمال العزل، كما تستخدم ألياف لحاء السوق في صناعة الأقمشة والخيش والحبال.
هناك أنواع متحورة من الساق تطورت لتؤدي مهمة معينة مثل:
- ارئد: ساق هوائية مهمتها نشر النبات
- الجذمور: ساق أرضية تنمو أفقيا تحت سطح التربة وتنتج سوقا جديدة عند العقد
- البصلة: ساق أرضية متحورة مهمتها تخزين الغذاء
- الدرنة: ساق أرضية متحورة مهمتها تخزين الغذاء